# Furlong
Pour un article plus général, voir Unité de longueur.
 (août 2013).
Si vous disposez d'ouvrages ou d'articles de référence ou si vous connaissez des sites web de qualité traitant du thème abordé ici, merci de compléter l'article en donnant les références utiles à sa vérifiabilité et en les liant à la section « Notes et références ».
Un furlong (/fyʁ.lɔ̃/, prononcé en anglais : /ˈfɜː.lɒŋ/), parfois anciennement stade, est une unité de mesure du système de mesure anglo-saxon et du système de mesure américain.

## Origine
Le nom furlong provient des mots furh (« sillon ») et lang (« long ») en vieil anglais. Il faisait originellement rapport à la longueur d'un sillon sur un acre de champ labouré.

## Équivalence
Bien que sa définition ait varié durant l'histoire, il vaut aujourd'hui 660 pieds ou 220 verges soit 201,168 mètres.
Il y a huit furlongs dans un mille.
Puisqu'un kilomètre vaut environ 5/8 de mille, il vaut aussi environ cinq furlongs.

## Usage
Les distances de moins d'un mille pour les courses de chevaux pur sang au Royaume-Uni, en Irlande ainsi qu'aux États-Unis sont traditionnellement données en furlongs.
Le furlong est aussi utilisé en Birmanie, par exemple sur la voie rapide Yangon-Mandalay (en).
Son usage officiel fut aboli au Royaume-Uni par la Loi des poids et mesures (Weights and Measures Act) de 1985.